# Maximiliano Guerra
Maximiliano Guerra (Almagro, 5 maggio 1967) è un ballerino e coreografo argentino.

## Biografia
Maximiliano Guerra inizia lo studio della danza a 10 anni. Dopo aver accompagnato la sorella ai corsi di ballo, accantona la passione per il calcio per iniziare i suoi primi studi di danza con il maestro Wasil Tupin e, successivamente, presso l'Istituto Superiore delle Arti del Teatro Colón. Inizia la carriera danzando per il Teatro Argentino a La Plata e per la Fondazione Teresa Carreño (in Venezuela). Nel 1985 entra nella compagnia del Teatro Colón. Nello stesso anno ottiene il primo grande successo di pubblico interpretando La sylphide su coreografia di Pierre Lacotte . Nel 1988 diventa primo ballerino dell’English National Ballet, mentre nel 1991 passa alla Deutsche Oper di Berlino, sempre come primo ballerino. Le sue qualità virtuosistiche lo porteranno ad esibirsi nei più prestigiosi teatri del mondo, tra cui il Bolshoi di Mosca, la Royal Halbert Hall di Londra, il Metropolitan di New York, il Kirov (oggi Teatro Mariinskij) di San Pietroburgo, ecc. Dal 1992 è stato più volte ospite del Teatro alla Scala di Milano.
Nel 1997 recita nel film Canción desesperada. Nel 2012 diventa direttore, coreografo e primo ballerino della compagnia di danza Ballet del Mercosur, con sede a Buenos Aires, eseguendo opere in tutta l'Argentina, come Carmen e Iván el Terrible, accompagnato da un gruppo di giovani ballerini. Nello stesso anno è invitato dal Balletto di Stoccarda a completare il revival della sua produzione di Don Chisciotte, presentata per la prima volta da questa compagnia nel 2000.
Nel 2014 partecipa con la moglie Patricia Baca Urquiza al concorso Bailando por un sueño (Ballando per un sogno) di Showmatch. Nel 2015 è invitato, sempre insieme alla moglie, al programma Como anillo al dedo condotto da Nicolás Vázquez. Nello stesso anno assume la direzione del Balletto Stabile del Teatro Colón.
In carriera ha ricevuto numerosi premi tra cui il Grand Prix al Trujillo International Ballet Festival (Perù), il Platinum Konex Award (in precedenza aveva vinto il Diploma al Mérito Konex nel 1989) come ballerino di spicco dell'ultimo decennio in Argentina, condiviso con Julio Bocca.
Ha creato la Fondazione Maximiliano Guerra, che svolge la sua attività presso il Centro Culturale Borges, fornendo gli strumenti alle persone che desiderano ballare.
Attivo nel campo del sociale, si è prodigato a favore della Casa Cuna, dell'Ospedale Garrahan, della Fondazione Favaloro, del cottolengo Don Orione.
Ha contribuito a varie campagne organizzate dall'ONU e a campagne per la conservazione delle risorse naturali e dell'ambiente.